# Luca Ghiotto

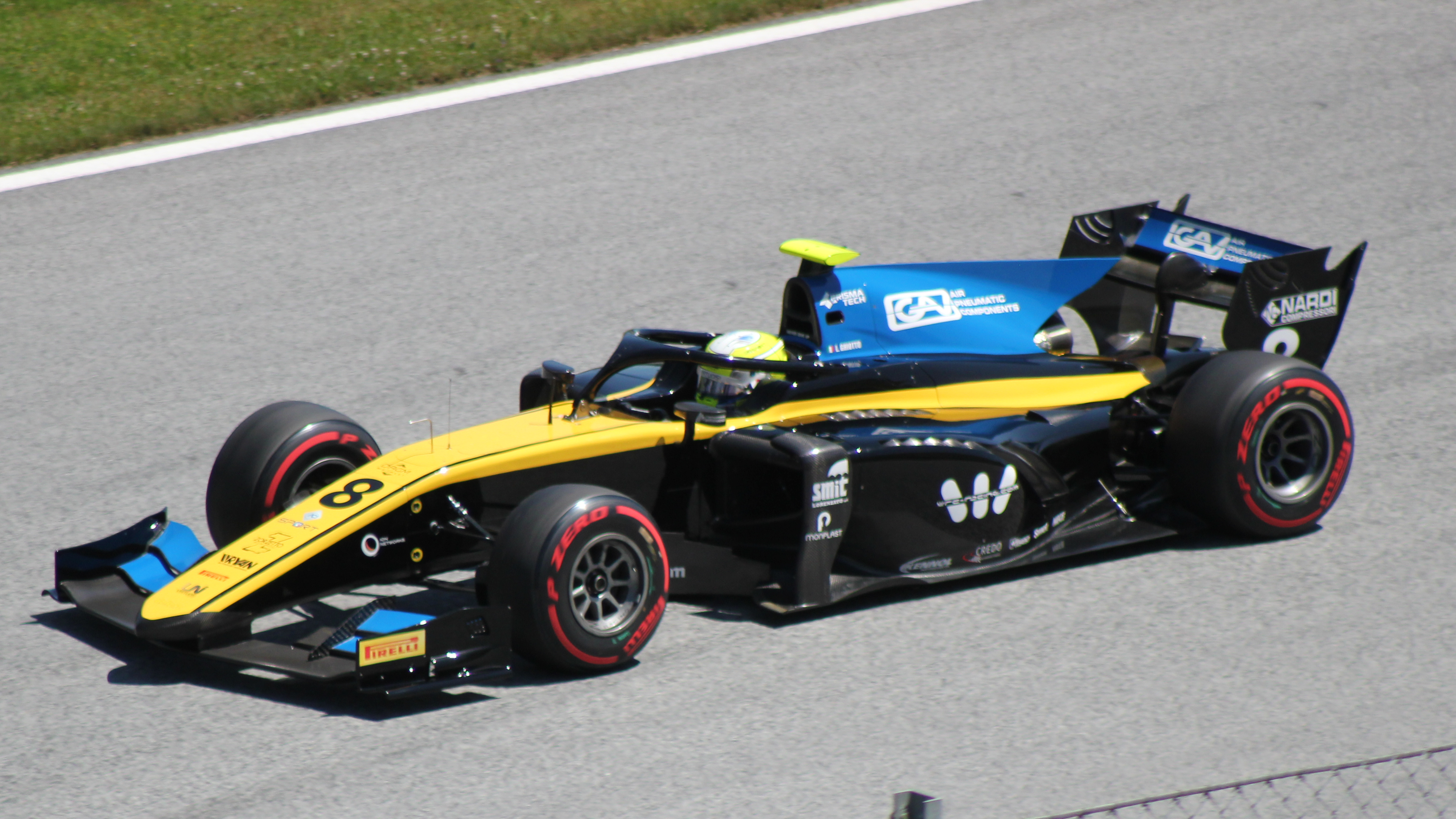
Ghiotto ist aktuell in der Formel 2 tätig

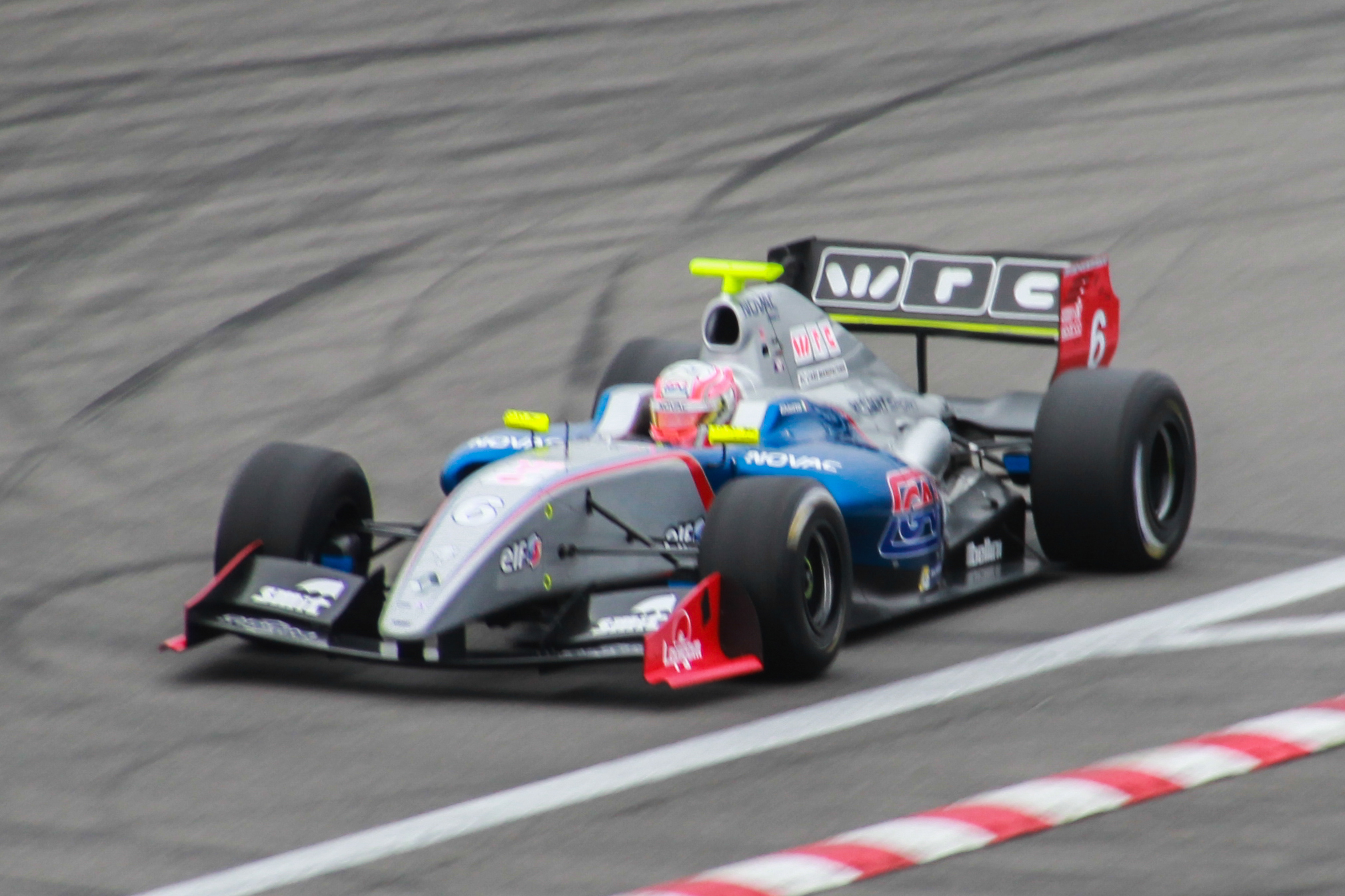
Luca Ghiotto beim ersten Rennen der Formel Renault 3.5 auf dem Nürburgring 2014

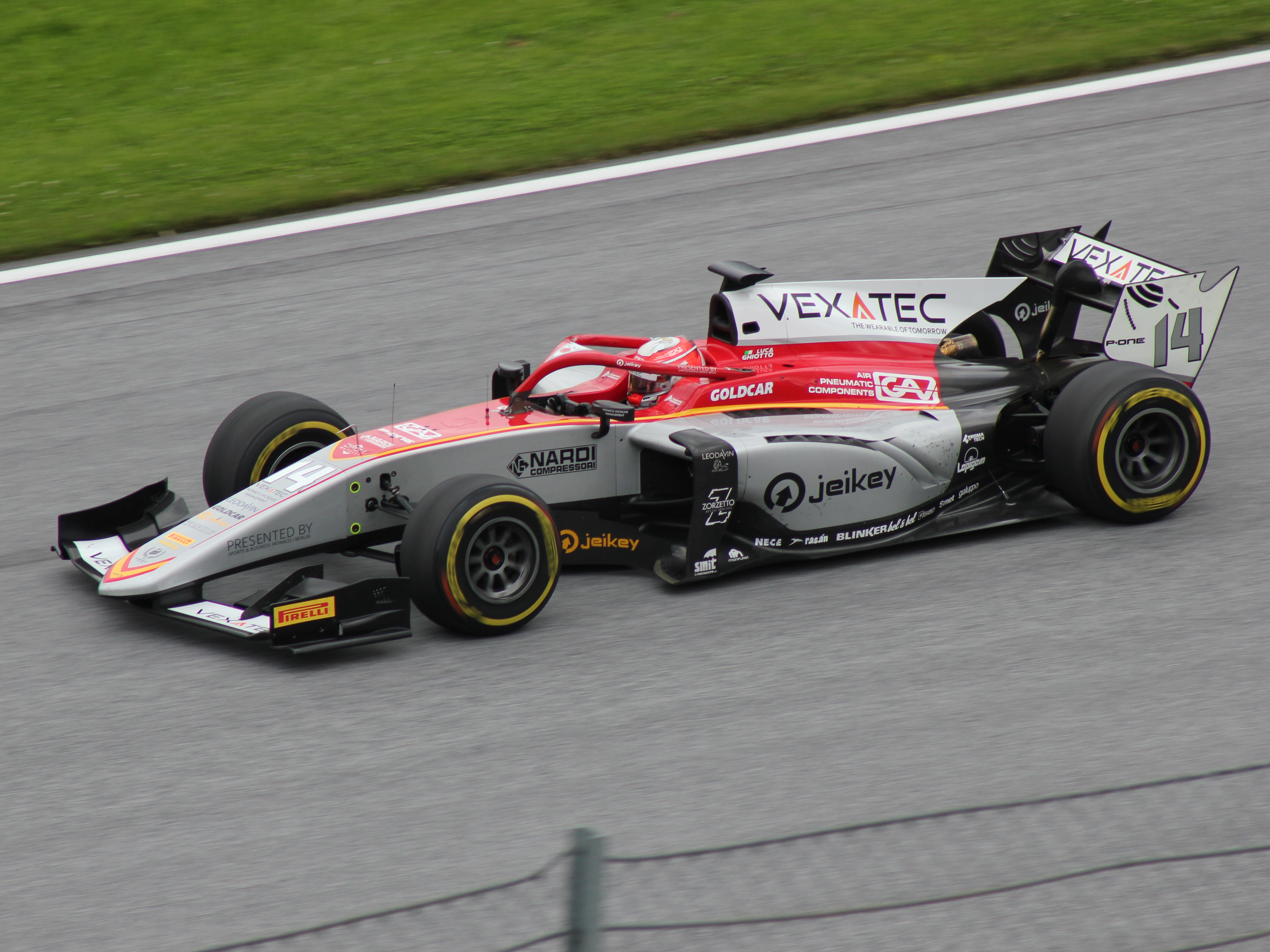
Luca Ghiotto beim ersten Formel-2-Rennen in Spielberg 2018

Luca Ghiotto (* 24. Februar 1995 in Arzignano) ist ein italienischer Automobilrennfahrer. Er fährt aktuell in der European Le Mans Series und der IndyCar Series.

## Karriere
Ghiotto begann seine Motorsportkarriere 2008 im Kartsport, in dem er bis 2010 aktiv war. 2011 wechselte er in den Formelsport und erhielt beim Prema Powerteam ein Cockpit in der Formel Abarth. Mit einem zweiten Platz als bestem Ergebnis wurde er Sechster der europäischen und Neunter der italienischen Wertung. 2012 blieb Ghiotto beim Pream Powerteam in der Formel Abarth. Er gewann sieben Rennen und stand insgesamt elfmal auf dem Podest. Mit 246 zu 266 Punkten unterlag er Nicolas Costa und wurde Vizemeister. Darüber hinaus nahm Ghiotto für Prema an einigen Rennen der nordeuropäischen und alpinen Formel Renault teil.
2013 trat Ghiotto für das Prema Powerteam in mehreren Formel-Renault-Meisterschaften an. Im Formel Renault 2.0 Eurocup gewann er ein Rennen und wurde Gesamtneunter. In der alpinen Formel Renault entschied Ghiotto fünf Rennen für sich und stand insgesamt achtmal auf dem Podest. Mit 211 zu 245 Punkten unterlag er seinem Teamkollegen Antonio Fuoco und wurde Vizemeister.
2014 verließ Ghiotto Prema und wechselte zu International Draco Racing in die Formel Renault 3.5. Mit einem vierten Platz als bestem Resultat wurde er 17. in der Fahrerwertung. Intern unterlag er Pietro Fantin mit 26 zu 34 Punkten. Darüber hinaus nahm Ghiotto für Trident Racing an vier GP3-Rennen teil. Dabei erzielte er einmal die Pole-Position. 2015 blieb Ghiotto bei Trident Racing in der GP3-Serie und bestritt die ganze Saison. Beim zweiten Hauptrennen in Spielberg gelang ihm er der erste GP3-Sieg. Auf dem Hungaroring und Sotschi gewann er erneut das Haupt-, in Spa-Francorchamps und as-Sachir das Sprintrennen. Mit fünf Siegen war er zusammen mit Marvin Kirchhöfer der Fahrer mit den meisten Siegen. In der Meisterschaft unterlag er dennoch Esteban Ocon, der nur ein Rennen gewonnen hatte, mit 245 zu 253 Punkten.
2016 blieb Ghiotto bei Trident und wechselte in die GP2-Serie. Nachdem er bereits drei Podest-Platzierungen erreicht hatte, gewann er das Sprintrennen in Sepang. Er beendete die Saison auf dem achten Platz. Dabei setzte er sich mit 111 zu 0 Punkten deutlich gegen seinen Teamkollegen Philo Paz Armand durch. Seine zweite Saison absolviert Ghiotto 2017 für das von Virtuosi Racing UK betreute Team Russian Time. Die GP2-Serie wurde vor der Saison in FIA-Formel-2-Meisterschaft umbenannt. Mit einem Sieg und insgesamt 7 Podestplatzierungen belegt er am Saisonende mit 185 Punkten den vierten Platz in der Fahrerwertung. 2018 fuhr er für Campos Vexatec Racing weiterhin in der Formel 2. Er beendete die Saison auf dem achten Platz. 2019 startete er weiterhin in der Formel 2, kehrt aber zu Russian Time, welches 2019 als UNI-Virtuosi antritt, zurück. Die Saison beendete er auf dem dritten Gesamtrang.
In der Saison 2020 fuhr Ghiotto an der Seite von Nikita Masepin für den britischen Rennstall Hitech Grand Prix. Der Italiener konnte das Sprintrennen am Sonntag auf dem Hungaroring gewinnen, was zugleich sein einziger Sieg in der Saison 2020 war. Im Rahmen des Sprintrennens auf dem Sochi Autodrom in Russland wurde Luca Ghiotto in einen sehr schweren Unfall verwickelt. In Runde 8 kollidierte er in Kurve 3 mit dem Campos des britischen Rennfahrers Jack Aitken. Nach einer Berührung der beiden Boliden rutschten beide Fahrzeuge unter die Tecpro-Barrieren, woraufhin der Wagen von Ghiotto Feuer fing und infolgedessen ausbrannte. Beide Piloten konnten ihre Boliden unverletzt verlassen. Die Saison beendete Luca Ghiotto mit 106 Weltmeisterschaftspunkten auf dem 10. Gesamtrang.

## Persönliches
In Ghiottos Familie gibt es weitere Motorsportler. Sein Vater Franco und sein Onkel Sergio sind ebenfalls Rennfahrer.

## Statistik

### Karrierestationen
| - 2008–2010: Kartsport - 2011: Formel Abarth, europäisch (Platz 6) - 2011: Formel Abarth, italienisch (Platz 9) - 2012: Formel Abarth (Platz 2) - 2012: Alpine Formel Renault (Platz 19) - 2012: Nordeuropäische Formel Renault (Platz 44) - 2012: Nordeuropäische Formel Renault (Platz 44) | - 2012: Nordeuropäische Formel Renault (Platz 44) - 2013: Formel Renault 2.0 Eurocup (Platz 9) - 2013: Alpine Formel Renault (Platz 2) - 2014: Formel Renault 3.5 (Platz 17) - 2014: GP3-Serie (Platz 20) - 2015: GP3-Serie (Platz 2) - 2015: GP3-Serie (Platz 2) | - 2015: GP3-Serie (Platz 2) - 2016: GP2-Serie (Platz 8) - 2017: Formel 2 (Platz 4) - 2018: Formel 2 (Platz 8) - 2019: Formel 2 (Platz 3) - 2020: Formel 2 (Platz 10) |

### Einzelergebnisse in der Formel Renault 3.5
| Jahr | Team                       | 1   | 2   | 3   | 4   | 5   | 6   | 7   | 8   | 9   | 10  | 11  | 12  | 13  | 14  | 15  | 16  | 17  | Punkte | Rang |
| ---- | -------------------------- | --- | --- | --- | --- | --- | --- | --- | --- | --- | --- | --- | --- | --- | --- | --- | --- | --- | ------ | ---- |
| 2014 | International Draco Racing | MNZ | MNZ | ALC | ALC | MON | SPA | SPA | MOS | MOS | NÜR | NÜR | HUN | HUN | LEC | LEC | JRZ | JRZ | 26     | 17.  |
| 2014 | International Draco Racing | 16  | 4   | 16  | DNF | 14  | 6   | DNF | 16  | 14  | DNF | 15  | 11  | 19  | 7   | 16  | 14  | DNF | 26     | 17.  |

### Einzelergebnisse in der GP3-Serie
| Jahr | Team           | 1   | 2   | 3   | 4   | 5   | 6   | 7   | 8   | 9   | 10  | 11  | 12  | 13  | 14  | 15  | 16  | 17  | 18  | Punkte | Rang |
| ---- | -------------- | --- | --- | --- | --- | --- | --- | --- | --- | --- | --- | --- | --- | --- | --- | --- | --- | --- | --- | ------ | ---- |
| 2014 | Trident Racing | ESP | ESP | AUT | AUT | GBR | GBR | GER | GER | HUN | HUN | BEL | BEL | ITA | ITA | RUS | RUS | UAE | UAE | 4      | 20.  |
| 2014 | Trident Racing |     |     |     |     |     |     |     |     |     |     | 18  | 14  | 21  | 13  |     |     |     |     | 4      | 20.  |
| 2015 | Trident Racing | ESP | ESP | AUT | AUT | GBR | GBR | HUN | HUN | BEL | BEL | ITA | ITA | RUS | RUS | BRN | BRN | UAE | UAE | 245    | 2.   |
| 2015 | Trident Racing | 2   | 8   | 1   | 3   | 4   | 7   | 1   | 4   | 5   | 1   | DNF | 3   | 1   | 8   | 4   | 1   | 5   | 4   | 245    | 2.   |

### Einzelergebnisse in der GP2-Serie / FIA-Formel-2-Meisterschaft
| Jahr | Team                  | 1   | 2   | 3   | 4   | 5   | 6   | 7   | 8   | 9   | 10  | 11  | 12  | 13  | 14  | 15  | 16  | 17  | 18  | 19  | 20  | 21  | 22  | 23  | 24  | 25  | 26  | 27  | 28  | Pos | Punkte |
| ---- | --------------------- | --- | --- | --- | --- | --- | --- | --- | --- | --- | --- | --- | --- | --- | --- | --- | --- | --- | --- | --- | --- | --- | --- | --- | --- | --- | --- | --- | --- | --- | ------ |
| 2016 | Trident               | ESP | ESP | MON | MON | AZE | AZE | AUT | AUT | GBR | GBR | HUN | HUN | GER | GER | BEL | BEL | ITA | ITA | MAS | MAS | UAE | UAE |     |     |     |     |     |     | 8.  | 111    |
| 2016 | Trident               | DNF | 12  | DNF | 14  | 9   | 12  | 4   | 9   | 5   | 2   | 17  | DNF | 2   | 4   | 7   | 3   | 6   | DNF | 7   | 1   | 11  | 19  |     |     |     |     |     |     | 8.  | 111    |
| 2017 | Russian Time          | BRN | BRN | ESP | ESP | MON | MON | AZE | AZE | AUT | AUT | GBR | GBR | HUN | HUN | BEL | BEL | ITA | ITA | ESP | ESP | UAE | UAE |     |     |     |     |     |     | 4.  | 185    |
| 2017 | Russian Time          | 7   | 2   | 2   | 7   | 5   | 4   | 16  | 7   | 14  | 4   | 6   | 2   | 6   | 8   | 2   | 3   | 4   | 1   | 7   | 4   | 3   | 5   |     |     |     |     |     |     | 4.  | 185    |
| 2018 | Campos Vexatec Racing | BRN | BRN | AZE | AZE | ESP | ESP | MON | MON | FRA | FRA | AUT | AUT | GBR | GBR | HUN | HUN | BEL | BEL | ITA | ITA | RUS | RUS | UAE | UAE |     |     |     |     | 8.  | 111    |
| 2018 | Campos Vexatec Racing | 12  | 6   | DNF | 14  | 4   | 5   | DNF | 10  | 3   | 3   | 12  | 13  | 5   | 10  | 6   | 2   | 7   | 6   | 10  | 6   | DNF | 14  | 3   | 9   |     |     |     |     | 8.  | 111    |
| 2019 | UNI-Virtuosi Racing   | BRN | BRN | AZE | AZE | ESP | ESP | MON | MON | FRA | FRA | AUT | AUT | GBR | GBR | HUN | HUN | BEL | BEL | ITA | ITA | RUS | RUS | UAE | UAE |     |     |     |     | 3.  | 207    |
| 2019 | UNI-Virtuosi Racing   | 2   | 1   | 9   | DNF | 4   | 2   | DSQ | DNF | DNF | 12  | 2   | 2   | 1   | 15  | 4   | 8   | C   | C   | 2   | 15  | 4   | 1   | 6   | 1   |     |     |     |     | 3.  | 207    |
| 2022 | DAMS                  | BHR | BHR | KSA | KSA | IT1 | IT1 | ESP | ESP | MCO | MCO | ASE | ASE | GBR | GBR | AUT | AUT | FRA | FRA | HUN | HUN | BEL | BEL | NLD | NLD | IT2 | IT2 | UAE | UAE | 25. | 0      |
| 2022 | DAMS                  |     |     |     |     |     |     |     |     |     |     |     |     |     |     |     |     |     |     |     |     |     |     |     |     | 13  | DNF |     |     | 25. | 0      |

| Legende  | Legende            | Legende                                                          |
| Farbe    | Abkürzung          | Bedeutung                                                        |
| -------- | ------------------ | ---------------------------------------------------------------- |
| Gold     | –                  | Sieg                                                             |
| Silber   | –                  | 2. Platz                                                         |
| Bronze   | –                  | 3. Platz                                                         |
| Grün     | –                  | Platzierung in den Punkten                                       |
| Blau     | –                  | Klassifiziert außerhalb der Punkteränge                          |
| Violett  | DNF                | Rennen nicht beendet (did not finish)                            |
| Violett  | NC                 | nicht klassifiziert (not classified)                             |
| Rot      | DNQ                | nicht qualifiziert (did not qualify)                             |
| Rot      | DNPQ               | in Vorqualifikation gescheitert (did not pre-qualify)            |
| Schwarz  | DSQ                | disqualifiziert (disqualified)                                   |
| Weiß     | DNS                | nicht am Start (did not start)                                   |
| Weiß     | WD                 | zurückgezogen (withdrawn)                                        |
| Hellblau | PO                 | nur am Training teilgenommen (practiced only)                    |
| Hellblau | TD                 | Freitags-Testfahrer (test driver)                                |
| ohne     | DNP                | nicht am Training teilgenommen (did not practice)                |
| ohne     | INJ                | verletzt oder krank (injured)                                    |
| ohne     | EX                 | ausgeschlossen (excluded)                                        |
| ohne     | DNA                | nicht erschienen (did not arrive)                                |
| ohne     | C                  | Rennen abgesagt (cancelled)                                      |
| ohne     | keine WM-Teilnahme |                                                                  |
| sonstige | P/fett             | Pole-Position                                                    |
| sonstige | 1/2/3/4/5/6/7/8    | Punktplatzierung im Sprint-/Qualifikationsrennen                 |
| sonstige | SR/kursiv          | Schnellste Rennrunde                                             |
| sonstige | *                  | nicht im Ziel, aufgrund der zurückgelegten Distanz aber gewertet |
| sonstige | ()                 | Streichresultate                                                 |
| sonstige | unterstrichen      | Führender in der Gesamtwertung                                   |

### Einzelergebnisse in der IndyCar Series
| Jahr | Team              | 1   | 2   | 3   | 4   | 5    | 6   | 7   | 8   | 9   | 10   | 11   | 12  | 13  | 14  | 15   | 16   | 17  | Punkte | Rang |
| ---- | ----------------- | --- | --- | --- | --- | ---- | --- | --- | --- | --- | ---- | ---- | --- | --- | --- | ---- | ---- | --- | ------ | ---- |
| 2024 | Dale Coyne Racing | STP | LBH | ALA | IMS | INDY | DET | ROA | LAG | MDO | IOW1 | IOW2 | TOR | GAT | POR | MIL1 | MIL2 | NSH | 27     | 34.  |
| 2024 | Dale Coyne Racing |     |     | 21  | 25  |      |     | 22  | 27  |     |      |      |     |     |     |      |      |     | 27     | 34.  |

Legende

### Le-Mans-Ergebnisse
| Jahr | Team                      | Fahrzeug | Teamkollege     | Teamkollege              | Platzierung | Ausfallgrund |
| ---- | ------------------------- | -------- | --------------- | ------------------------ | ----------- | ------------ |
| 2025 | Inter Europol Competition | Oreca 07 | Nicholas Boulle | Jean-Baptiste Simmenauer | Rang 27     |              |

### Einzelergebnisse in der FIA-Langstrecken-Weltmeisterschaft
| Saison  | Team                      | Rennwagen         | 1   | 2   | 3   | 4   | 5   | 6   | 7   | 8   |
| ------- | ------------------------- | ----------------- | --- | --- | --- | --- | --- | --- | --- | --- |
| 2019/20 | Team LNT                  | Ginetta G60-LT-P1 | SIL | FUJ | SHA | BAH | AUS | SPA | LEM | BAH |
| 2019/20 | Team LNT                  | Ginetta G60-LT-P1 | 11  |     |     |     |     |     |     |     |
| 2025    | Inter Europol Competition | Oreca 07          | KAT | IMO | SPA | LEM | SAO | AUS | FUJ | BAH |
| 2025    | Inter Europol Competition | Oreca 07          | 27  |     |     |     |     |     |     |     |